# Leçons très particulières
Pour plus de détails, voir Fiche technique et Distribution.
Leçons très particulières / Devoirs de Vacances (Private Lessons) est un film américain réalisé par Alan Myerson, sorti en 1981.

## Synopsis
Une femme de ménage tente de séduire le fils de ses riches patrons, un garçon de 15 ans, en lui prodiguant une éducation sentimentale très poussée. Elle feint sa propre mort lors de leur première nuit. Il s'agit en fait d'un chantage monté par le chauffeur. Mais les deux tourtereaux tombent amoureux.

## Fiche technique
- Titre original : Private Lessons
- Titre français : Leçons très particulières
- Titre québécois : Devoirs de Vacances
- Réalisation : Alan Myerson
- Scénario : Dan Greenburg d'après son roman Philly
- Photographie : Jan de Bont
- Musique : Willie Nile
- Production : Jack Barry, Steven Bassin, R. Ben Efraim, Dan Enright, Irving Oshman et Maurie M. Suess
- Pays d'origine : États-Unis
- Format : Couleurs - Mono
- Genre : comédie érotique
- Date de sortie : 1981

## Distribution
- Sylvia Kristel (VF : Brigitte Morisan) : Nicole Mallow
- Eric Brown (VF : Thierry Bourdon) : Phillip Fillmore
- Howard Hesseman : Lester Lewis
- Patrick Piccininni (VF : Brigitte Lecordier) : Sherman
- Meridith Baer : Miss Phipps
- Pamela Jean Bryant : Joyce
- Peter Elbling : Serveur
- Ed Begley Jr. : Jack Travis